# 蔡立慧
蔡立慧（1960年3月18日—），美籍台灣裔生物学家，畢業於國立中興大學。專門研究阿茲海默症，為中央研究院院士、美國國家醫學院院士。

## 生平
1983年國立中興大學獸醫學系畢業、威斯康辛大學分子生物碩士、1990年美國德州大學西南醫學中心病毒學博士、中央研究院院士，美國麻省理工學院大腦與認知科學系教授、中興大學講座教授、2007年中興大學傑出校友，靠著阿茲海默症的研究，成為2008年中研院院士選舉最高票與最年輕的女院士。
蔡立慧以老鼠水迷宮的研究模式，進行失智症相關研究，發現原本已經記不得路的失智老鼠，放到樂園中，感染快樂情緒後，居然又能認得路；她對於失智相關神經傳導物質的研究，非常著名。
2011年，蔡立慧院士當選美國國家醫學院新任院士，美國國家醫學院是美國國家學院(United States National Academies)四大機構之一。
蔡立慧院士近期研究集中於Cdk5的蛋白激酶，當Cdk5表現降低，而使得P35蛋白轉化成P25蛋白，此於阿茲海默症發病機制中具關鍵地位。並以P25小鼠模型，以一種名為HDAC抑制劑（Histone deacetylase inhibitors , HDACi, HDIs），使P25老鼠恢復記憶，顯示記憶並未消失，以尋求阿茲海默症病患治療機會。

## 獲獎
- Rita Allen獎學金(1996-2001年)
- Klingenstein神經科學獎學金(1997-2000)
- 大都會人壽基金會青年研究者獎(2001)
- 阿茲海默症研究論壇傑出貢獻獎（2004）
- 阿茲海默症研究聯盟獎(2003-2006)
- 美國國家衛生研究院坎托尼獎(2009)
- 葛林老年生物機制研究獎(2010)。

## 外部連結
- 麻省理工學院MIT  Tsai Laboratory （页面存档备份，存于）
- 商業周刊《解開百年謎團　搶救2,600萬人的記憶》第1087期2008年9月19日  （页面存档备份，存于）
- 翁台生《麻省理工學院（MIT）大腦認知科學系教授蔡立慧 幫阿茲海默患者找回家的路》美國華裔教授專家網  2014年[永久]